# Les Créatures
Les Créatures is een Franse dramafilm uit 1966 onder regie van Agnès Varda.

## Verhaal
Een auteur tracht van mensen uit zijn omgeving personages te maken voor een nieuwe roman. Hun leven onttrekt zich almaar aan het door hem uitgestippelde tracé. Zijn vrouw, die niet kan praten, krijgt tijdens haar bevalling als bij wonder haar spraak terug.

## Rolverdeling
| Acteur              | Personage        |
| ------------------- | ---------------- |
| Catherine Deneuve   | Mylène           |
| Michel Piccoli      | Edgar Piccoli    |
| Eva Dahlbeck        | Michele Quellec  |
| Marie-France Mignal | Viviane Quellec  |
| Britta Pettersson   | Lucie de Montyon |
| Ursula Kubler       | Vamp             |
| Jeanne Allard       | Henriette        |
| Joëlle Gozzi        | Suzon            |
| Bernard La Jarrige  | Dokter Desteau   |
| Lucien Bodard       | Mijnheer Ducasse |
| Pierre Danny        | Max Picot        |
| Louis Falavigna     | Pierre Roland    |